# Nadeschda Gawrilowna Petina
Nadeschda Gawrilowna Petina (russisch Надежда Гавриловна Петина; * 21. September 1932 in Orenburg; † 11. September 2022 ebenda) war eine sowjetische bzw. russische Bildhauerin.

## Leben
Petinas Vater war der Bildhauer Gawril Alexejewitsch Petin (1909–1947), der ohne akademische Ausbildung einer der führenden Künstler Orenburgs geworden war. Petina lernte zunächst bei ihrem Vater. 1950–1955 studierte sie in Leningrad am Repin-Institut für Malerei, Bildhauerei und Architektur (entstanden aus der früheren Kaiserlichen Akademie der Künste) in der Fakultät für Bildhauerei. Ihre Lehrer waren Wsewolod Wsewolodowitsch Lischew und Jaroslaw Igorewitsch Krestowski. Nach dem Abschluss mit Verteidigung ihrer Diplomarbeit Aufwachen 1905 kehrte sie 1955 nach Orenburg zurück.
Petina schuf zahlreiche Denkmäler in der Oblast Orenburg und in der weiteren Umgebung und die Preisstatuette der Mascha Mironowa aus Puschkins historischem Roman Die Hauptmannstochter des Allrussischen Puschkin-Literaturwettbewerbs (2008). Sie realisierte eine große Porträt-Galerie von russischen Staatsmännern, Dichtern, Musikern und Künstlern aus der Region Orenburg.
Werke Petinas befinden sich in der Tretjakow-Galerie, im Orenburger Oblast-Kunstmuseum, in der Gemäldegalerie Saransk und in Kunstmuseen in Susdal, Krasnojarsk, Kurgan, Barnaul, Sewastopol und Tobolsk.
Petina wurde 1971 und 1978 zur Vorsitzenden der Orenburger Organisation der Künstlerunion der UdSSR gewählt, deren Mitglied sie seit 1960 ist. Sie war Vorsitzende der Oblast-Abteilung des sowjetischen Kulturfonds (1988–1990), Vorsitzende des Kunstexpertenrats für monumentale und dekorative Kunst bei der Oblast-Kulturverwaltung, Kunstrat-Mitglied der Abteilung des Kunstfonds der RSFSR und Mitglied der Gesellschaft zur Erhaltung der Kulturdenkmäler der Oblast.
2012 fand zu Petinas 80. Geburtstag im Orenburger Oblast-Kunstmuseum eine Jubiläumsausstellung statt, in deren Mittelpunkt ihre Skulptur zu Ljudmila Georgijewna Sykinas Lied Orenburger Tuch mit ausdrucksstarken Orenburger Tuchmacherinnen stand.

## Ehrungen, Preise
- Ehrenzeichen der Sowjetunion
- Verdiente Künstlerin der RSFSR (1974)[2]
- Orenburger Lyra für das Puschkin-Dal-Denkmal (1998)[2]
- Musa-Cälil-Preis (1999)[2]
- Ehrenurkunde der Russischen Kunstakademie (2001)[2]
- Goldene Puschkin-Medaille der Künstlerunion Russlands (2002)[2]
- Ehrenurkunde des Ministeriums für Kultur und Massenkommunikation der Russischen Föderation (2007)
- Diplom der Künstlerunion Russlands (2007)
- Orden der Freundschaft (2008)[2]
- Orden Slawa Nazii (2010)[2]
- Ehrenbürgerin der Stadt Orenburg (2010)[6]
- Diplom des Wettbewerbs für das Schaljapin-Denkmal in Kasan

## Werke
- Skulptur Puschkin und das Kindermädchen (1979)[3]
- Skulptur Ich erinnere mich an einen wunderbaren Augenblick ... (1979)[3]
- Puschkin-Dal-Denkmal im Zentrums Orenburgs (1982 zur Erinnerung an Puschkins Aufenthalt in Orenburg im September 1833)[2]
- Erinnerungen an die Kämpfe am Salmysch 1919 der Ostfront der Armee des Admirals Alexander Wassiljewitsch Koltschak gegen Kräfte der Roten Armee im Russischen Bürgerkrieg, darunter die Skulptur Trauernde Mutter mit ihrem getöteten Sohn (1984)